# ГЕС Каліма
ГЕС Каліма — гідроелектростанція у південно-західній частині Колумбії. Використовує ресурс із річки Каліма, лівої притоки Сан-Хуан, яка впадає до Тихого океану біля національного парку Урамба Малага.
У межах проєкту річку перекрили земляною греблею висотою 115 метрів та довжиною 240 метрів, яка потребувала 2,78 млн м3 матеріалу. Вона утримує витягнуте по долині річки на 15 км водосховище з площею поверхні 20 км2 та об'ємом 581 млн м3 (корисний об'єм 441 млн м3).
Споруджений у підземному виконанні пригреблевий машинний зал обладнали чотирма турбінами типу Френсіс загальною потужністю по 132 МВт, які при напорі у 215 метрів повинні забезпечувати виробництво 220 млн кВт·год електроенергії на рік.